# Molí d'en Galí
El molí d'en Galí és un molí al terme municipal de Sabadell. Es troba al marge dret del riu Ripoll, sota el bosc de Can Deu, concretament al capdavall del sot Fondo de Can Deu i a poca distància del molí d'en Mornau. És una construcció del final del segle xviii, que es pot considerar ja industrial, feta per uns fabricants del tèxtil. Actualment, l'edifici acull una empresa en ple funcionament i del mecanisme del molí ja no en queda res, només les estructures de les séquies i les mines que hi conduïen l'aigua.

## Història
El d'en Galí és un dels molins més moderns del tram sabadellenc del Ripoll. El van construir, entre 1774 i 1775, Ignasi i Francesc Galí –pare i fill–, fabricants de draps de Terrassa, després de molts conflictes per l'oposició que hi presentaren altres usuaris de l'aigua del riu, com ara els propietaris dels molins d'en Font i de l'Amat. Finalment el molí es construí, amb un únic salt d'aigua i amb dos batans destinats a netejar i enfortir draps de llana. L'any 1864 tenia una roda de 30 pams de diàmetre i 10 pams d'ample, que feia una força de 20 CV i ja movia maquinària tèxtil. El 1895 hi havia una màquina de vapor de 24 CV.
L'edifici d'en Galí es construí arran d'un molí anterior i avui desaparegut. Es tracta del d'en Sallent, vinculat al mas Sallent –actualment Masia de Can Deu–, del final del segle xiii i que sempre es dedicà a moldre farina. Tingué dues moles i hi hagué un noc o batà. A partir del 1800 se'n perd la pista i sembla que es va anar enrunant progressivament. Es trobava al sud-est del molí d'en Galí, entre aquest edifici i el riu Ripoll. Allà podrien quedar encara algunes restes soterrades de la séquia i la bassa.